# Trithyreus sijuensis
Trithyreus sijuensis är en spindeldjursart som beskrevs av Kraepelin 1899. Trithyreus sijuensis ingår i släktet Trithyreus och familjen Hubbardiidae. Inga underarter finns listade i Catalogue of Life.